# バルベリーノ・ヴァル・デルサ
バルベリーノ・ヴァル・デルサ（伊: Barberino Val d'Elsa）は、イタリア共和国トスカーナ州フィレンツェ県に存在した、人口約4,400人の基礎自治体（コムーネ）。
2019年1月1日にタヴァルネッレ・ヴァル・ディ・ペーザと合併してバルベリーノ・タヴァルネッレの一部となった。

## 地理

### 位置・広がり
フィレンツェの約26㎞南に位置する。

#### 隣接コムーネ
コムーネとしてのバルベリーノ・ヴァル・デルサは、以下のコムーネと隣接していた。括弧内のSIはシエーナ県所属を示す。
- カステッリーナ・イン・キアンティ (SI)
- チェルタルド
- モンテスペルトリ
- ポッジボンシ (SI)
- サン・ジミニャーノ (SI)
- タヴァルネッレ・ヴァル・ディ・ペーザ

### 気候分類
バルベリーノ・ヴァル・デルサにおけるイタリアの気候分類 (it) および度日は、zona E, 2337 GGである。

## 姉妹都市
- シュリールゼー（ドイツ語版）、ドイツ
- アンガラ、サハラ・アラブ民主共和国
- Publier、フランス